# Kościół Podwyższenia Krzyża Świętego w Sokołach
Kościół Podwyższenia Krzyża Świętego w Sokołach – rzymskokatolicki kościół cmentarny mieszczący się w dawnym mieście, obecnie wsi Sokoły, w województwie podlaskim. Należy do dekanatu Kobylin diecezji łomżyńskiej.

## Historia
Budowla została wzniesiona jako cerkiew unicka (greckokatolicka) bazylianów w stylu barokowym w 1758 roku w Tykocinie. 
W 1833 roku cerkiew została przeniesiona na cmentarz w Sokołach, dzięki staraniom księdza proboszcza Pawła Janczewskiego i od tego momentu funkcjonuje jako kościół rzymskokatolicki. W XIX i XX stuleciu świątynia była kilkakrotnie remontowana. W zachowanych wizytacjach parafialnych nie został określony zakres tych prac. Zapewne były to drobne reperacje, wymiany pokrycia dachowego z dachówki na gont (początek ubiegłego stulecia), następnie z gontu na blachę. 
W latach 1984–1986 przeprowadzono gruntowny remont świątyni. W 1984 roku świątynia została podniesiona i wymienione zostały fundamenty, w 1985 roku zostały oszalowane ściany, natomiast w 1986 roku dach został pokryty nową blachą. W czasie podnoszenia kościoła, aby wymienić fundamenty, naruszono w kilku miejscach jej konstrukcję. Posadzka w paru miejscach jest mocno zdeformowana i zapada się.

## Architektura
Jest to świątynia drewniana, posiadająca konstrukcję zrębową, jest oszalowana, posiada jedną nawę, wzniesiono ją na planie prostokąta, zamkniętego od północy trójbocznie; przy prezbiterium od wschodu, mieści się prostokątna, niska zakrystia.